# Merrill (Schiff, 1978)
Die USS Merrill (DD-976) war ein Zerstörer der Spruance-Klasse in Diensten der United States Navy.

## Geschichte
Die Merrill, benannt nach Admiral Aaron Stanton Merril (1890–1961) wurde von der Ingalls Shipbuilding Division in Mississippi gebaut, die Kiellegung war im Jahre 1975. Ihr Heimathafen war San Diego in Kalifornien.
Im August 1980 rettete das Schiff 62 vietnamesische Flüchtlinge, mehr als 200 Meilen südöstlich von Saigon. Während der nächsten Jahre diente die Merrill als Test-Plattform für das Tomahawk-Cruise-Missile-Programm. In dieser Zeit war es nicht Teil des Rotationsprinzips in der Aufstellung der Pazifikflotte.
Die der Kampfgruppe um die Abraham Lincoln zugeordnete Merrill nahm 1988 der Operation Praying Mantis im Persischen Golf teil. Während dieser beschoss sie erfolgreich die iranische Ölplattform Sassan.
1989 wurde das Schiff im Nahen Osten stationiert und unterstützte die Operation Earnest Will. 1990 war es zurück in San Diego.
Nach dem Zweiten Golfkrieg war die Merrill das zweite Kriegsschiff, das den befreiten Hafen von Kuwait City nach der irakischen Invasion anlief.
Im Rahmen der Umstrukturierung der Pazifikflotte 1995 in sechs Kampfgruppen und acht Geschwader wurde die Merrill dem 7. Zerstörergeschwader zugeordnet. Daher änderte sich auch der Heimathafen. Danach wurde das Schiff im Indischen Ozean und im Pazifik eingesetzt und war Teil der Pacific Joint Task Force.
1998 wurde das Schiff aus dem Schiffsregister gestrichen. Im Jahre 2003 wurde es schließlich als Ziel einer Übung bei Hawaii bei 22° 43′ 53″ N, 160° 29′ 23″ W versenkt.